# Jan Broekema
Jan Broekema (Zwolle, 19 november 1981) is een Nederlands bestuurder en politicus. Hij was 12 jaar lid en fractievoorzitter van de gemeenteraad van Assen. Sinds 16 januari 2020 is hij wethouder van Assen.

## Leven en werk
Broekema heeft in Assen de pabo (lerarenopleiding basisonderwijs) gevolgd. Hij heeft gewerkt in de zorg en tot 2019 bij een welzijnsorganisatie. In 2006 werd hij gemeenteraadslid in Assen en was hiermee in de raadsperiode 2006-2010 het jongste raadslid van die gemeente. Vanaf januari 2020 is hij daar wethouder. Hij was bij zijn installatie de eerste SP-bestuurder in Drenthe.

## Privé
Broekema heeft vijf kinderen.